# Porte Saint-Georges
De Porte Saint-Georges is een stadspoort van Vendôme. De poort werd gebouwd tussen de 14e en 16e eeuw ten zuiden van de stad. Samen met drie andere poorten en een reeks muren vormde het de versterkte ommuring van de stad en het is de enige van de vier poorten uit deze periode die vandaag de dag nog bestaat.

## Beschrijving
De Porte Saint-Georges, zuidelijke toegangspoort tot Vendôme, heeft torens aan de zijkanten waarvan de meeste in de 14e eeuw werden gebouwd. Toegang tot de poort via de brug onthult de machicoulis, ornamenten en medaillons die dateren uit de Renaissance, toegevoegd tussen de 15e en 16e eeuw.

## Geschiedenis

### De vestingwerken
De vestingwerken van Vendôme werden gebouwd tussen de 11e en 16e eeuw. Het eerste deel werd gebouwd tijdens de strijd tussen de koningen van Frankrijk en de Plantagenets, terwijl het tweede deel later werd gebouwd, tijdens de Honderdjarige Oorlog.
De vestingwerken van de stad zijn verdeeld in twee verschillende delen:
- het feodale kasteel van Vendôme;
- de stadsmuren met onder andere de Porte Saint-Georges, de Porte d'Eau, de Tour de l'Islette en de Arche aux Bourreaux.[1]

Het graafschap Vendôme lag in het midden van grote confrontaties tussen de koning van Frankrijk, Filips Augustus, en de koning van Engeland, Hendrik II (en zijn zonen Richard Leeuwenhart en Jan zonder Land). De stad werd regelmatig geplunderd en de verdediging was dringend aan verbetering toe. Daarna kwam de stad in handen van de koningen van Frankrijk.
In 1227 schuilden Blanca van Castilië en haar zoon Lodewijk IX in Vendôme voor de opstandige leenheren. Naar aanleiding van deze gebeurtenis werden de eerste stadsmuren gebouwd. Om het werk te financieren voerde graaf Jan V van Vendôme een belasting in, maar toen de Honderdjarige Oorlog uitbrak, waren de verdedigingswerken nog niet voltooid.
In 1346 verbeterde graaf Jan VI de muren aanzienlijk, waardoor de stad nu omringd werd door verschillende torens. De poorten en wallen dateren uit de 13e en 14e eeuw. Het werk dat in de 15e en 16e eeuw werd uitgevoerd was puur decoratief.
De muren behoorden toe aan de verschillende opeenvolgende graven, maar ze waren duur in onderhoud. Jan VIII verkocht ze in 1467 aan de inwoners, die ze in het midden van de 18e eeuw gebruikten als steengroeve om hun huizen te bouwen. Daarom is alleen de basis van de vestingmuren vandaag de dag nog te zien langs de Loir.

### Poort
De Porte Saint-Georges werd aangelegd tussen de 13e en 14e eeuw en was met drie andere poorten verbonden door vestingmuren. In het westen liep de omwalling naar de toren van Chéreaux, een hoektoren die volledig is verdwenen. De wal liep verder naar het noorden en bereikte de Arche en de kapel Saint-Pierre-de-la-Motte, evenals, verderop, de Arche aux Bourreaux.
.Een van de andere poorten van Vendôme, waarvan een groot deel werd weggevaagd door een overstroming in 1650-1651, heette de Porte Chartrain. Ze bevond zich aan het einde van de huidige Faubourg Chartrain en vormde de noordelijke ingang van de stad via de Rue du Change. Er werden huizen gebouwd en de poorten en wallen vormden een grote versterkte ommuring rond Vendôme.
In 1467 verkocht graaf Jan VIII de Porte Saint-Georges aan de schepenen, die besloten er hun assemblee te vestigen. In de 16e eeuw liet de gravin van Vendôme, Maria van Luxemburg, de poort restaureren, waar zich toen al het stadhuis bevond. Dit bleef zo tot de verbouwing van het voormalige Lycée Ronsard in 1989, toen de gemeenteraad er na voltooiing van de werkzaamheden naartoe verhuisde en het stadhuis werd zoals we het nu kennen.
Tegenwoordig wordt de Porte Saint-Georges gebruikt voor gemeenteraadsvergaderingen en huwelijksceremonies. Zij werd in 1945 gerestaureerd na het bombardement van 15 juni 1940 en heropend in 1959.
Ten tijde van de opkomst van de auto liep de N10 door het hart van Vendôme op de weg van Parijs naar Bordeaux en passeerde de Porte Saint-Georges. In die tijd was er elk jaar in juli en augustus een enorme verkeersstroom die de Atlantische kust en zelfs het Iberisch schiereiland met elkaar verbond, wat leidde tot grote verkeersopstoppingen in de stad en bij de toegangspoort. Daarom werd de rondweg van Vendôme aangelegd, waarbij de N10 een bocht maakte om het historische centrum van Vendôme.

### Napoleon
Veel beroemde mensen hebben deze verplichte route tussen Parijs en het zuidwesten genomen, de beroemdste onder hen was ongetwijfeld keizer Napoleon I. Op 14 augustus 1808 was Napoleon op weg naar Parijs en stopte in Vendôme, net buiten de poort, in de herberg bij Saint-Lubin. Hij keerde er terug op 30 oktober op weg naar Spanje, op 15 januari 1809 en vervolgens op 30 juni 1815 op weg naar zijn gedwongen ballingschap van tien maanden op het eiland Elba.
Op woensdag 16 augustus 1815 maakte Marie-Thérèse Charlotte, het enige kind van Lodewijk XVI en Marie-Antoinette dat aan de Revolutie ontsnapt was, een tussenstop in Vendôme. De troonsafstand van Napoleon op 6 april 1814 betekende het einde van haar ballingschap. Ze verbleef er met haar man een half uur in het huis van de burgemeester, Josse Boisberci, voordat ze weer op weg ging naar haar eindbestemming, Bordeaux. Daar vernam ze dat Napoleon op 1 maart 1815 terugkeerde naar Vallauris, waardoor hij nog eens honderd dagen in ballingschap moest.